# Pärmetjaure
Pärmetjaure är en sjö i Kiruna kommun i Lappland och ingår i Torneälvens huvudavrinningsområde. Sjön har en area på 0,108 kvadratkilometer och ligger 442,4 meter över havet.

## Delavrinningsområde
Pärmetjaure ingår i det delavrinningsområde (760188-160597) som SMHI kallar för Utloppet av Vuolep Njuorajaure. Medelhöjden är 478 meter över havet och ytan är 20,94 kvadratkilometer. Räknas de 21 avrinningsområdena uppströms in blir den ackumulerade arean 293,36 kvadratkilometer. Njuoraätno som avvattnar avrinningsområdet har biflödesordning 2, vilket innebär att vattnet flödar genom totalt 2 vattendrag innan det når havet efter 498 kilometer. Avrinningsområdet består mestadels av skog (26 procent) och kalfjäll (48 procent). Avrinningsområdet har 5,3 kvadratkilometer vattenytor vilket ger det en sjöprocent på 25,3 procent.